# شیردره (سوادکوه)

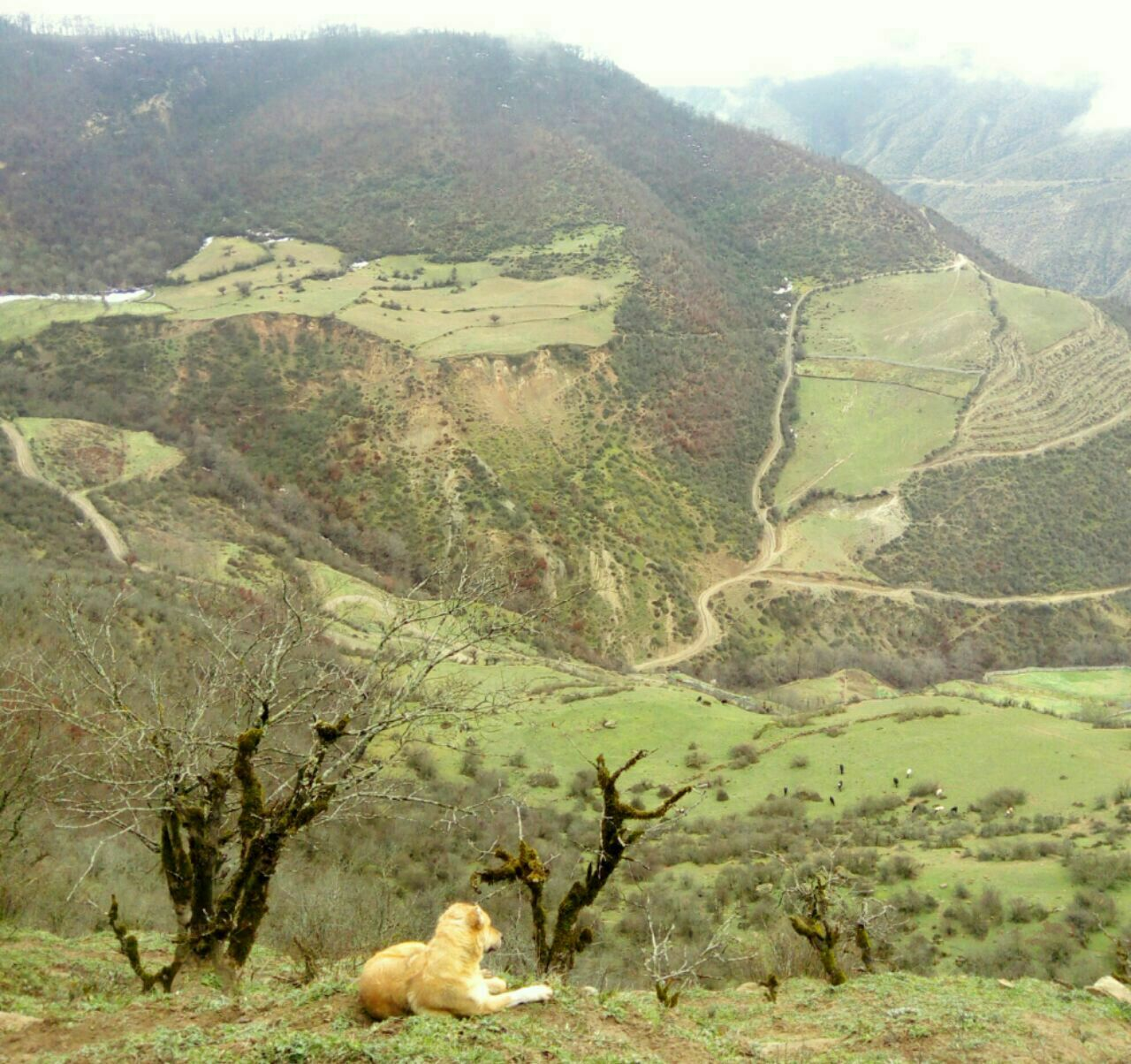
رو به جاده رودبارملک

شیردره (سوادکوه)، روستایی از توابع بخش مرکزی شهرستان سوادکوه در استان مازندران ایران است. با عبور از شهرک آزادمهر و کارخانه زغالشویی انجیرتنگه و جاده ورودی روستای کلاریجان در سمت چپ جاده، وارد فرعی روستای شیردره خواهید شد. 

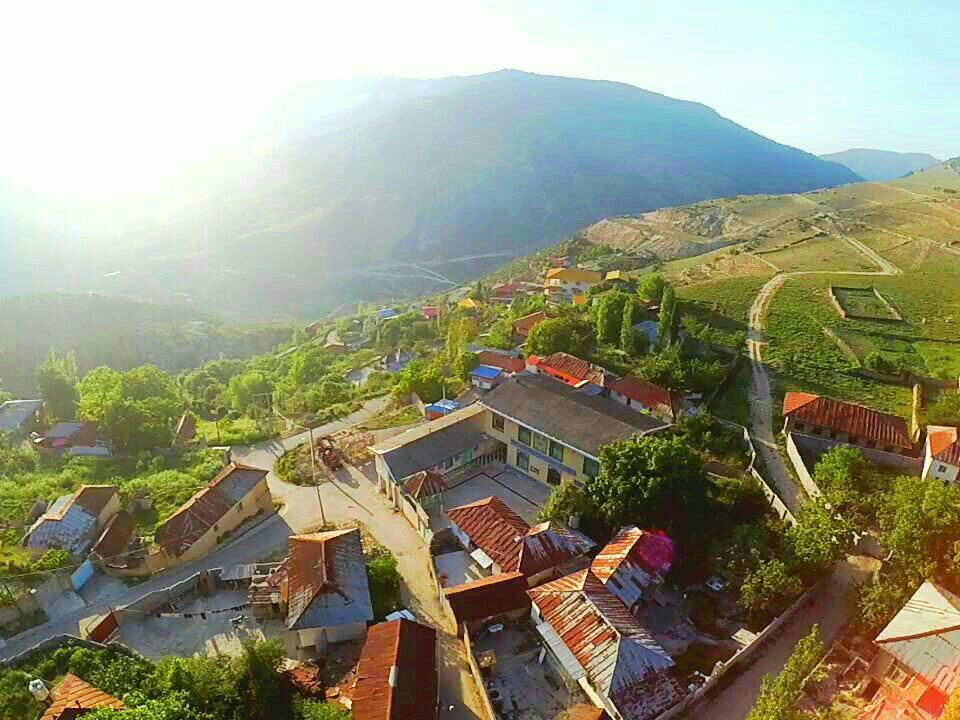
تصویر هوایی از حسینیه

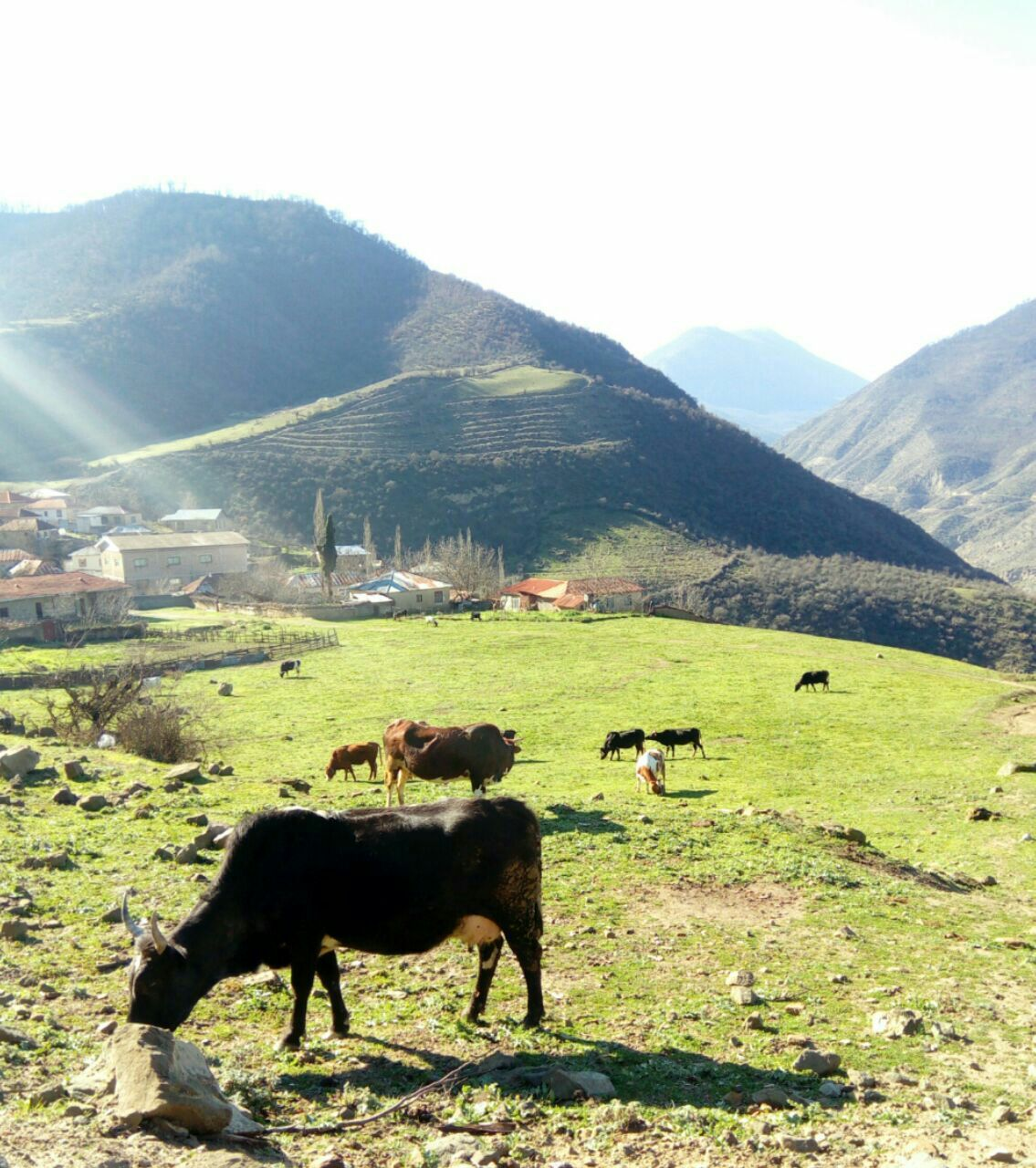

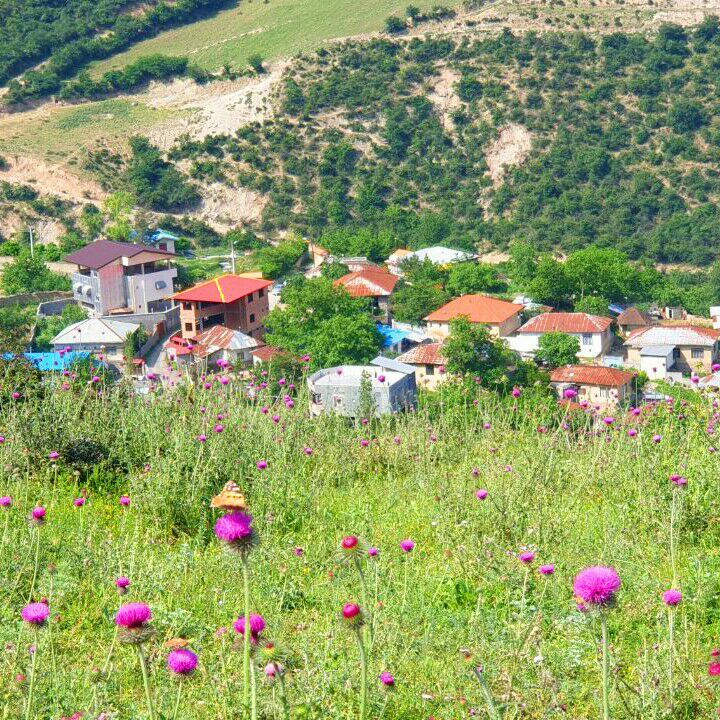

## جمعیت
این روستا در دهستان ولوپی قرار دارد و براساس سرشماری مرکز آمار ایران سرشماری عمومی نفوس و مسکن در سال ۱۳۹۵، جمعیت آن 55 نفر (25 خانوار شامل 28 مرد و 27 زن) بوده‌است.
قدمت تاریخ غیر مکتوب شیردره به دوران بسیار قبل می رسد. بقایای  گور ها و اشیاء ، حکایت از تاریخی با قدمتی طولانی دارد و تصویری کم رنگ از دوران حیات تاربخی و زیست مردمان در این منطقه به دست می دهد.
بخشی اصلی و قدیمی ساکنین این روستا مهاجران از منطقه لاویج می باشند که طی جنگی در آن منطقه به اینجا مهاجرت نموده اند

## روستاهای اطراف
کریکلا، کلاریجان، پارسی و لله بند

## زمینهای اطراف
از زمینهای اطراف روستای شیردره میتوان به مناطق بندیسکلا، رودبارملک، کاهنه و اوکسر اشاره نمود.